# Диосмийтулий
Диосмийтулий — интерметаллид осмия и тулия состава TmOs2.
Кристаллизуется в гексагональной сингонии, пространственная группа P 63/mmc, параметры ячейки a = 0,5424 нм, c = 0,8808 нм, Z = 4, структура типа дицинкмагния MgZn2 (фаза Лавеса).
При температуре < 6 К переходит в сверхпроводящее состояние.